# Nuortap Átjek
Nuortap Átjek, enligt tidigare ortografi Nuortap Adtji, är en sjö i Jokkmokks kommun i Lappland och ingår i Luleälvens huvudavrinningsområde. Sjön har en area på 2,34 kvadratkilometer och ligger 926 meter över havet. Nuortap Átjek ligger i Stora Sjöfallet Natura 2000-område. Sjön avvattnas av vattendraget Átjekjåhkå.

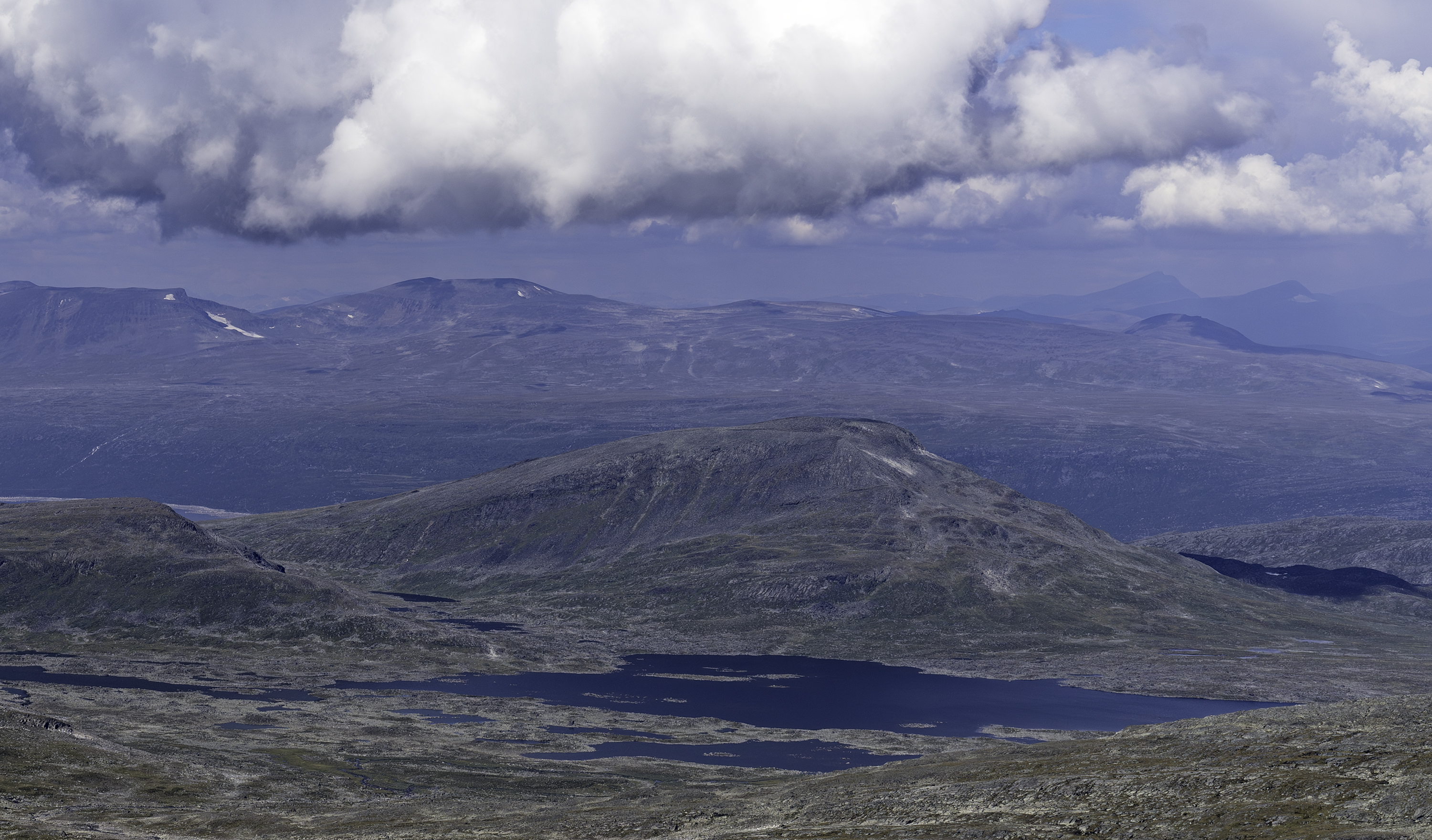
Nuortap Átjek framför fjället Stuor Átjek.

## Delavrinningsområde
Nuortap Átjek ingår i det delavrinningsområde (749279-159079) som SMHI kallar för Utloppet av Nuortap Adtji. Medelhöjden är 1 000 meter över havet och ytan är 16,88 kvadratkilometer. Räknas de 3 avrinningsområdena uppströms in blir den ackumulerade arean 38,72 kvadratkilometer. Átjekjåhkå som avvattnar avrinningsområdet har biflödesordning 2, vilket innebär att vattnet flödar genom totalt 2 vattendrag innan det når havet efter 327 kilometer. Avrinningsområdet består mestadels av kalfjäll (84 procent). Avrinningsområdet har 2,68 kvadratkilometer vattenytor vilket ger det en sjöprocent på 15,9 procent.